# Пятимарский сельский округ
Пятимарский сельский округ — административно-территориальное образование в Жангалинском районе Западно-Казахстанской области.

## Административное устройство
1. село Пятимар
2. село Аккус
3. село Борык
4. село Плантация